# 任意同行
任意同行（にんいどうこう）とは、警察などの捜査に協力するために捜査機関関係者と捜査機関に同行することをいう。関係機関に任意で出頭を求められた場合は任意出頭（にんいしゅっとう）という。

## 日本における任意同行
日本において任意同行とは、主に捜査機関である警察に協力するために、警察官が捜査協力者と共に任意で警察署などへ同行することをいう。警察官職務執行法第2条第1項に基づく職務質問あるいは事情聴取において、交通の障害となったり本人に対してその場での聴取が不適当と考えられる場合に同行を求めることができるとする警察官職務執行法第2条第2項を根拠とする。
また、刑事訴訟法第198条第1項において、検察官、検察事務官、司法警察職員は、犯罪捜査で必要であれば、被疑者に出頭を求め取り調べることができると規定されており、これが任意出頭となる。任意出頭を捜査機関関係者が直接求め、その場で同行する場合は任意同行といわれることがある。
任意同行、任意出頭はそれを拒むことができ、また取り調べや事情聴取中に逮捕が行われなければ退去することができる。
また、取調べにおいて黙秘権を行使する自由は認められている。
もっとも、捜査機関に対する任意出頭の求めに応じなかったことで被疑者が完全に不利益を受けないかというとそのような運用が必ずしもされているわけではない。
正当な理由なく任意出頭に応じないことを繰り返した場合、そのこと自体が逃亡または罪証隠滅のおそれを徴表させるものとして，逮捕の必要性が肯定され逮捕することが実務上肯定されている。
最高裁1998（平成10）年9月7日第二小法廷判決は、外国人登録法（昭和62年法律第102号による改正前のもの）に定める指紋押なつを拒否した者について、その生活は安定したものであったことがうかがわれ、また、指紋押なつをしなかったとの事実を自ら認めていたことなどからすると、逃亡のおそれ及び右事実に関する罪証隠滅のおそれが強いものであったということはできないが、同人が司法警察職員から五回にわたって任意出頭するように求められながら、正当な理由がなく出頭せず、その行動には組織的な背景が存することがうかがわれたなど判示の事情の下においては、同人に対する逮捕状の請求及び発付につき、明らかに逮捕の必要がなかったということはできないとして、違法逮捕を理由とした元被疑者の国家賠償請求権の存在を否定している。
道路交通法上の反則行為をおこなった者に対し、反則金未納者に対して再三出頭要請をしても出頭に応じなかった者に対する逮捕状発付もしばしば報道されている。